# ヨハン・ゲオルク・フォン・ブロウネ＝カミュ
ヨハン・ゲオルク・フォン・ブロウネ＝カミュ（Johann Georg von Browne-Camus 1767年9月20日 - 1827年1月）は、第3代ブロウネ・オブ・カミュ伯爵、ロシア帝国軍大佐及びマルタ騎士団の騎士。ルートヴィヒ・ヴァン・ベートーヴェンの重要なパトロンの1人で、オーストリア帝国でロシアの代理人を務めた。
ロシア帝国元帥ジョージ・ブラウンの息子として生まれる。両親より広大な領地を相続しており、1794年または1795年に妻とともにウィーンへ移り住むとベートーヴェンを支援するようになる。ベートーヴェンはブロウネ＝カミュを「わが芸術の最高の愛護者」と呼び、弦楽三重奏曲 作品9（1798年）、ピアノソナタ第11番 作品22（1800年）、『ゲレルトの詩による6つの歌曲』作品48（1803年）を献呈している。妻のマルガレーテもベートーヴェンのパトロンであり、彼女に捧げられた作品も数曲ある。
しかし、贅沢な暮らしとナポレオン戦争の結果、財産を失い健康を害してしまう。精神衰弱に陥り精神病院に収容されると、そのままこの世を去った。

## 家系
1790年8月22日、枢密顧問官のオットー・ヘルマン・フォン・フィーティングホフ（1722年 - 1792年）と伯爵令嬢アンナ・ウルリケ・フォン・ミューニヒ（1741年 - 1811年）の娘であるアネッテ・マルガレーテ・フォン・フィーティングホフ＝シール（1769年1月12日-1803年5月13日）と結婚。2人の間には息子のモーリッツ・フォン・ブロウネ（1797年または1798年 - 1820年）が生まれている。ヨハン・ゲオルクの死により彼の血筋は途絶えた。